# Jamaikanische Fußballnationalmannschaft der Frauen/Weltmeisterschaften
Der Artikel beinhaltet eine ausführliche Darstellung der jamaikanischen Fußballnationalmannschaft der Frauen bei Weltmeisterschaften. Jamaika konnte sich erstmals beim CONCACAF Women’s Gold Cup 2018 für die WM-Endrunde 2019 qualifizieren und ist die fünfte CONCACAF-Mannschaft und erste Mannschaft aus der Karibik der dies gelang. Jamaika konnte 2019 kein Spiel gewinnen und schied als Gruppenvierter aus. 2023 wurde die Mannschaft Gruppenzweiter vor Brasilien, schied dann aber im Achtelfinale gegen Kolumbien aus.

## Die Nationalmannschaft bei Weltmeisterschaften

### Übersicht
| Jahr | Gastgeberland         | Teilnahme bis …    | Gegner                             | Ergebnis | Trainer         | Bemerkungen und Besonderheiten                                                                                          |
| ---- | --------------------- | ------------------ | ---------------------------------- | -------- | --------------- | --- |
| 1991 | Volksrepublik China   | nicht qualifiziert |                                    |          |                 | An Haiti, Kanada und Costa Rica gescheitert, die sich aber auch nicht qualifizieren konnten                             |
| 1995 | Schweden              | nicht qualifiziert |                                    |          |                 | An Kanada, Trinidad und Tobago, Mexiko und den USA gescheitert, von denen sich Kanada und die USA qualifizieren konnten |
| 1999 | USA                   | nicht teilgenommen |                                    |          |                 | |
| 2003 | USA                   | nicht qualifiziert |                                    |          |                 | An Haiti, Costa Rica und Kanada gescheitert, von denen sich nur Kanada qualifizieren konnte                             |
| 2007 | Volksrepublik China   | nicht qualifiziert |                                    |          |                 | An Mexiko gescheitert, das in den interkontinentalen Playoffs an Japan scheiterte.                                      |
| 2011 | Deutschland           | nicht teilgenommen |                                    |          |                 | |
| 2015 | Kanada                | nicht qualifiziert |                                    |          |                 | An Costa Rica und Mexiko gescheitert                                                                                    |
| 2019 | Frankreich            | Vorrunde           | Australien, Brasilien und Italien. | 23.      | Hue Menzies     | Als Dritter des CONCACAF Women’s Gold Cup 2018 durch einen Sieg im Elfmeterschießen gegen Panama qualifiziert.          |
| 2023 | Australien/Neuseeland | Achtelfinale       | Kolumbien                          | 13.      | Lorne Donaldson | Durch Erreichen des Halbfinales bei der CONCACAF W Championship 2022 direkt qualifiziert.                               |

### Statistik
(Angaben inkl. 2023: Neun Weltmeisterschaften)
- nicht teilgenommen: zweimal (22,2 %)
- nicht qualifiziert: fünfmal (55,6 %)
- qualifiziert: zweimal (22,2 %)
  - Vorrunde: einmal (11,1 %; 2019)
  - Achtelfinale: einmal (11,1 %; 2023)

## Die Turniere

### WM 1991 in der Volksrepublik China
Für die erste WM der Frauen, bei der den CONCACAF-Mannschaften ein Startplatz zugestanden wurde, wollte sich auch Jamaika qualifizieren. Als Qualifikation diente die CONCACAF Women’s Championship 1991 zu der acht Mannschaften antraten. Für die Jamaikanerinnen, die auf Haiti, Kanada und Costa Rica trafen, waren es die ersten Länderspiele überhaupt. Sie verloren alle drei Spiele, wobei nur gegen Costa Rica beim 1:2 ein Tor erzielt werden konnte und die Mannschaft als Gruppenletzter ausschied.

### WM 1995 in Schweden
Für die CONCACAF Women’s Championship 1994, die als Qualifikation für die erste WM der Frauen in Europa diente, bei der es nun zwei Startplätze für die CONCACAF gab, hatten sich aber nur fünf Mannschaften gemeldet, zu denen auch Jamaika gehörte. Beim Turnier im kanadischen Montreal spielte jede Mannschaft einmal gegen jede andere Mannschaft. Jamaika, das seit 1991 nicht mehr gespielt hatte, verlor alle Spiele: 0:7 gegen Kanada, 1:2 gegen Trinidad und Tobago, 1:3 gegen Mexiko und 0:10 gegen die USA, so dass die Mannschaft nur Gruppenletzter wurde.

### WM 1999 in den USA
Für die dritte Weltmeisterschaft bzw. die wieder als Qualifikation dienende CONCACAF Women’s Championship 1998 hatte Jamaika nicht gemeldet.

### WM 2003 in den USA
Eigentlich sollte die WM 2003 wieder in der Volksrepublik China stattfinden. Wegen der SARS-Epidemie wurde das Turnier kurzfristig in die USA verlegt. Damit fand die Weltmeisterschaft zum zweiten Mal in den USA statt. Um sich für die WM zu qualifizieren, musste sich Jamaika zunächst für den CONCACAF Women’s Gold Cup 2002 qualifizieren. Dies gelang durch Siege gegen Puerto Rico (8:0 und 3:0) in der ersten Runde und ein 2:0 im Heimspiel gegen Haiti sowie ein torloses Remis in Haiti in der 2. Runde. Beim Gold Cup gelang dann aber nur beim 1:2 im letzten Gruppenspiel gegen Haiti ein Torerfolg. Zuvor wurde mit 0:2 gegen Costa Rica und 0:9 gegen Kanada verloren, so dass die Jamaikanerinnen als Gruppenletzte ausschieden.

### WM 2007 in der Volksrepublik China
Vier Jahre später fand dann die WM doch zum zweiten Mal in der Volksrepublik China statt. Beim CONCACAF Women’s Gold Cup 2006, der wieder als Qualifikation diente, verlor Jamaika das Spiel um Platz 3 gegen Mexiko mit 0:3, das dann in den interkontinentalen Playoffs an Japan scheiterte.
Für den Gold Cup hatte sich Jamaika durch Siege in der ersten Runde gegen St. Lucia (5:0), Antigua und Barbuda (10:0) und St. Kitts und Nevis (11:0) sowie Siege in der zweiten Runde gegen Bermuda (7:0) und Haiti (2:0) qualifiziert. Dort trafen sie im Viertelfinale auf Panama und gewannen mit 2:0. Im Halbfinale verlor Jamaika mit 0:4 gegen Kanada, wodurch die direkte Qualifikation für die WM-Endrunde verpasst wurde.

### WM 2011 in Deutschland
Für die WM in Deutschland bzw. den dazu als Qualifikation dienenden CONCACAF Women’s Gold Cup 2010 hatten die Jamaikerinnen nicht gemeldet.

### WM 2015 in Kanada
Für die WM im Norden des Subkontinents wurde die Teilnehmerzahl auf 24 erhöht und die CONCACAF-Mannschaften erhielten neben dem automatischen Startplatz für den Gastgeber drei feste Startplätze und die Möglichkeit für den Vierten des Gold Cups sich gegen den Vierten der Südamerikameisterschaft in inneramerikanischen Playoffs zu qualifizieren. Für den Gold Cup qualifizierte sich Jamaika in zwei Runden, wobei in der ersten Runde St. Lucia mit 14:0 und die Dominikanische Republik mit 7:0 bezwungen wurde. In der zweiten Runde wurden Puerto Rico (4:1), Bermuda (9:1) und Haiti (2:0) bezwungen, womit sich die Mannschaft als Gruppensieger für den Gold Cup qualifizierte. Das Finale wurde dann mit 0:1 gegen Gastgeber Trinidad und Tobago verloren. Beim Gold Cup wurde nur das erste Spiel gegen Martinique gewonnen (6:0), dann aber gegen Costa Rica mit 1:2 und Mexiko mit 1:3 verloren, womit die Mannschaft als Gruppendritter ausschied und die WM-Endrunde verpasste.

### WM 2019 in Frankreich

Startaufstellungen im ersten WM-Spiel der Jamaikanerinnen

In der Qualifikation setzen sich die Jamaikanerinnen beim CONCACAF Women’s Gold Cup 2018 im Spiel um Platz 3 gegen Panama durch und qualifizierten sich damit erstmals für die WM-Endrunde. Für den Gold Cup hatte sich Jamaika in zwei Runden qualifiziert. Dabei hatten sie in der ersten Runde bei einem Turnier in Haiti Guadeloupe mit 13:0 und Martinique mit 3:0 bezwungen. Durch ein 2:2 nach 0:2-Rückstand gegen die Gastgeberinnen wurden sie Gruppenerste, da sie drei Tore mehr erzielt hatten. In der zweiten Runde setzten sie sich mit vier Siegen gegen Antigua und Barbuda (9:0), Bermuda (4:0), Trinidad und Tobago (4:1, erster Sieg gegen die Mannschaft von Trinidad und Tobago) sowie Kuba (6:1) durch und erreichten als Gruppensieger den Gold Cup. Bei diesem verloren sie das Auftaktspiel gegen Kanada mit 0:2, gewannen dann erstmals gegen den Teilnehmer der letzten WM Costa Rica mit 1:0 und gegen Kuba mit 9:0. Im Halbfinale verloren sie gegen Gastgeber USA mit 0:6 und trafen im Spiel um Platz 3 auf Panama. Nach 90 Minuten stand es 1:1, nach weiteren 30 Minuten 2:2, so dass es zum Elfmeterschießen kam, in dem Jamaika sich mit 4:2 das WM-Ticket sicherte. Den Frauen gelang damit 20 Jahre nach der ersten und bisher einzigem WM-Teilnahme der jamaikanischen Männermannschaft als erstem karibischen Frauenteam die Qualifikation für die WM-Endrunde. Beste Torschützin für Jamaika bei der Endrunde war Jody Brown mit vier Toren, insgesamt die meisten Tore erzielte Khadija Shaw, die 16 Tore in den sieben Qualifikationsspielen und drei beim Gold Cup erzielt hatte.
In Frankreich traf Jamaika im ersten Spiel auf Brasilien und verlor mit 0:3. Im zweiten Spiel trafen sie erstmals auf Italien und verloren mit 0:5. Auch gegen Australien spielten sie im dritten Gruppenspiel zum ersten Mal. Nach 0:2-Rückstand konnte Havana Solaun das erste WM-Tor für Jamaika erzielen. Die „Reggae Girlz“ mussten danach aber noch zwei weitere Tore hinnehmen und schieden als Gruppenvierte aus.

### WM 2023 in Australien und Neuseeland
Für die nun als CONCACAF W Championship 2022 firmierende Meisterschaft der CONCACAF, die als WM-Qualifikation diente, musste sich Jamaika durch Spiele gegen die Dominikanische Republik, Bermuda, die Cayman Islands und Grenada qualifizieren. Dies gelang mit vier Siegen und 24:2 Toren, von denen Khadija Shaw allein neun erzielte. Bei der Championship in Mexiko wurde in der Vorrunde Mexiko mit 1:0 bezwungen, gegen die USA mit 0:5 verloren und Haiti mit 4:0 besiegt. Damit stand Jamaika als Gruppenzweiter nicht nur im Halbfinale, sondern qualifizierte sich auch direkt für die WM-Endrunde. Im Halbfinale folgte ein 0:3 gegen Kanada. Das Spiel um Platz 3 wurde mit 1:0 gegen Costa Rica gewonnen. Khadija Shaw war mit insgesamt 12 Toren zusammen mit der Haitianerin Roselord Borgella beste Torschützin der CONCACAF-Qualifikation und nur fünf europäische Spielerinnen erzielten mehr Tore, von denen sich aber zwei nicht für die WM qualifizieren konnten.
Bei der Auslosung am 22. Oktober 2022 wurde Jamaika der Gruppe mit Frankreich, das als Gruppenkopf gesetzt war und gegen das noch nicht gespielt wurde, wie 2019 Brasilien und einer Mannschaft zugelost, die sich im Februar beim interkontinentalen Play-off-Turnier noch qualifizieren muss. Die ist Panama, das sich im Play-off-Finale gegen Paraguay durchsetzte. Damit trafen erstmals zwei Mannschaften der CONCACAF bei der WM in der Vorrunde aufeinander. Im ersten Spiel gegen favorisierte Französinnen gelang ein torloses Remis und gegen Panama mit 1:0 der erste Sieg in einem WM-Spiel. Damit reichte ein weiteres torloses Remis gegen Brasilien um erstmals die K.-o.-Runde zu erreichen. Hier verloren die Reggae Girlz mit 0:1 gegen Kolumbien. In der ewigen Rangliste konnten sich die Jamaikanerinnen aber um 10 Plätze verbessern.

## Spiele
| Alle WM-Spiele |            |          |            |                 |   |              |                                                         |
| Nr.            | Datum      | Ergebnis | Gegner     | Austragungsort  |   | Anlass       | Bemerkungen                                             |
| 1              | 09.06.2019 | 0:3      | Brasilien  | Grenoble (FRA)  | * | Vorrunde     | Erstes Spiel gegen Brasilien                            |
| 2              | 14.06.2019 | 0:5      | Italien    | Reims (FRA)     | * | Vorrunde     | Erstes Spiel gegen Italien                              |
| 3              | 18.06.2019 | 1:4      | Australien | Grenoble (FRA)  | * | Vorrunde     | Erstes Spiel gegen Australien                           |
| 4              | 23.07.2023 | 0:0      | Frankreich | Sydney (AUS)    | * | Vorrunde     | Erstes Spiel gegen Frankreich                           |
| 5              | 29.07.2023 | 1:0      | Panama     | Perth (AUS)     | * | Vorrunde     | Erstes Gruppenspiel zwischen zwei CONCACAF-Mannschaften |
| 6              | 02.08.2023 | 0:0      | Brasilien  | Melbourne (AUS) | * | Vorrunde     |                                                         |
| 7              | 08.08.2023 | 0:1      | Kolumbien  | Adelaide (AUS)  | * | Achtelfinale |                                                         |